# 기독교민주당과 플람스
기독교민주당과 플람스(네덜란드어: Christen-Democratisch en Vlaams 크리스턴데모크라티스 엔 플람스[*])은 벨기에의 정당이다. 네덜란드어 사용지역인 플랑드르(네덜란드어로는 플란데런) 지역을 기반으로 하는 중도우파 계열 정당이다. 1968년 기독교사회당의 해산과 동시에 창당되었다. 2010년 6월 13일 총선에서 신플람스 연맹, 열린 플람스 자유민주당과 연정 구성을 하면서 주도권을 쥐게 되었다.